# 27 septembre 1955
Le mardi 27 septembre 1955 est le 270e jour de l'année 1955.

## Naissances
- Alejandro Galván Garza (mort le 22 novembre 2006), personnalité politique mexicaine
- Aleksandr Galibin, acteur russe
- Andrea Mátay, athlète hongroise, spécialiste du saut en hauteur
- Charles Burns, illustrateur et auteur de bande dessinée américain
- Charly Bérard, coureur cycliste français
- Dirk Heirweg, coureur cycliste belge
- Felix Healy, joueur de football britannique
- Lorenzo Piani (mort le 14 août 2016), chanteur italien
- Piero Molducci, entraîneur italien de volley-ball
- Pierre Miossec, médecin français
- Richard Nowakowski, boxeur allemand
- Spas Dzhevizov, joueur de football bulgare
- Thelma Aldana, femme politique guatémaltèque
- Yves Loday, navigateur français

## Décès
- Henri Liebrecht (né le 29 juillet 1884), écrivain belge
- Nils Adlercreutz (né le 8 juillet 1866), cavalier suédois de concours complet et de saut d'obstacles

## Événements
- Nasser annonce l'armement de l'Égypte par l'URSS.
- Sortie du film américain Mais qui a tué Harry ?